# Julien-Gabriel Bigot de la Robillardière
Julien-Gabriel Bigot de la Robillardière, né le 4 avril 1764 à Villaines-la-Juhel (Mayenne), décédé le 15 mars 1817 à Brest (Bretagne), est un officier de marine français, capitaine de vaisseau.

## Biographie

### Origine
Membre de la famille Bigot de la Robillardière, Julien-Gabriel Bigot de la Robillardière est le fils de de Jean-René Bigot, sieur de la Robillardière, avocat, et de Marie-Gabrielle-Françoise Pavé, et le frère de Jean-Jacques Bigot, qui sera exécuté pendant la Révolution française,.

### Les débuts
Il débuta dans la marine marchande par servir alternativement de 1774 à 1785 sur les navires de commerce, en qualité de volontaire, de lieutenant, de second capitaine et sur les bâtiments de l’état comme timonier, aide et second pilote et officier bleu ou lieutenant provisoire. 
Dans cet intervalle, il prit part à divers combats et fut par deux fois prisonnier des Anglais, du 27 novembre 1778 au 20 mai 1780 et du 4 avril 1782 au 30 juin 1782; de 1786 à 1792, il servit sur les vaisseaux de la Compagnie des Indes, en qualité de lieutenant commissionné.

### Révolution française
De 1789 à 1793, il sert dans les Dragons volontaires de Lorient, pendant l'intervalle de ses voyages pour la Compagnie des Indes, et fit en cette qualité une campagne dans le Morbihan, la Loire Inférieure et la Vendée.
Il est nommé enseigne de vaisseau le 26 mars 1793, il fut employé par le Ministre de la marine à la vérification de la comptabilité et des travaux maritimes à Nantes, ainsi que de la Fonderie d'Indret. Il calme une émeute des ouvriers du Port de Lorient et sauve la vie au commandant.
Lieutenant de vaisseau le  18 mars 1795, il monta successivement le vaisseau l'Océan, les Frégates la Forte et la Cocarde : cette dernière chargée d’observer les mouvements des Anglais devant Quiberon en juin et juillet 1795. 
Il fait campagne dans les Indes sur la frégate la Seine, sous les ordres du contre-amiral Pierre César Charles de Sercey, du 15 janvier 1797 au 30 mai 1797. Il fait campagne dans l’Inde sous les ordres du contre-amiral Sercey et croisière dans les deux océans. Il combattit dans le Détroit de Malacca contre deux navires de ligne britanniques puissamment armés, l'HMS Arrogant et l'HMS Victorious,  qui furent battus et prirent la fuite extrêmement endommagés. Six prises de différentes grandeurs furent conduites à L’Île Maurice et à Batavia.
De retour à l’Île Maurice, il en partit le 31 mai 1797, commandant la corvette le Coureur, avec mission décroiser à  Madagascar, dans l’archipel indien, à la côte d’Afrique et dans le Canal de Mozambique.

### LaSeine
Cette expédition terminée, le gouverneur de l’Île Maurice lui remit, le 17 prairial an VI, le commandement de la Seine. Le 5 juin 1798, il embarque à l'Île Maurice, sur la Seine, une compagnie d'artillerie dite d'Angoulême et une partie du contingent des 107e et 108e régiments révoltés, expulsés de la colonie, à la suite d’une révolte.
A son retour dans le Golfe de Gascogne, il rencontre le 29 juin 1798 une division anglaise de trois frégates, engage le combat à 8 heures du soir par le travers des Sables d'Olonne. Il échoue avec elle sur la pointe du Grouin du Cou de La Tranche-sur-Mer et continue le combat de minuit à 3 heures. Une des frégates était détruite, les deux autres fortement endommagées. La Seine avait perdu 400 hommes.
Bigot avait ses vêtements criblés déballés et de mitraille, plusieurs blessures et une jambe fracassée; conduit en Angleterre il obtint d’être immédiatement échangé. Le Directoire le récompensa de son héroïque défense en l’élevant, le 23 nivôse an VII, au grade de capitaine de vaisseau de 2e classe. Le Directoire proclama publiquement le jour de l’anniversaire de la fondation de la Répuplique qu’il avait bien mérité de la patrie.

### Premier empire
Membre et officier de la Légion d’honneur les 15 pluviôse et 15 prairial au XII, Capitaine de 1re classe le 1er janvier 1812, il continua de servir jusqu’en 1815, tant à la mer que dans les ports de l’intérieur.

### Fin
Il est chevalier de l'Ordre de Saint-Louis sous Louis XVIII le 18 août 1814. Après 1815, il se retira à Brest où il est mort le 15 mars 1817.

### Postérité
Son fils Emmanuel-Gabriel Bigot de la Robillardière (1811 - 1879), maire du Havre, est mort au Havre le 12 mai 1879, capitaine de frégate.

## Sources et bibliographie
- « Julien-Gabriel Bigot de la Robillardière », dans Alphonse-Victor Angot et Ferdinand Gaugain, Dictionnaire historique, topographique et biographique de la Mayenne, Laval, A. Goupil, 1900-1910 [détail des éditions] (BNF 34106789, présentation en ligne)
- T. Lamathière, Panthéon de la Légion d'honneur. 5. E. Dentu (Paris). 1875-1911